# Legacy: The Greatest Hits Collection
Pour les articles homonymes, voir Legacy.
Albums de Boyz II Men
Nathan Shawn Michael Wanya
(2000) Full Circle
(2002)
Legacy: The Greatest Hits Collection est une compilation des plus grands succès du groupe de RnB américain Boyz II Men sorti en 2001 sur le label Universal Records.

## Liste des titres (version US et allemande)
1. Motownphilly
2. It's So Hard to Say Goodbye to Yesterday
3. End of the Road
4. In the Still of the Night (I'll Remember)
5. Hey Lover (LL Cool J featuring Boyz II Men)
6. I'll Make Love to You
7. On Bended Knee
8. Water Runs Dry
9. One Sweet Day (Mariah Carey & Boyz II Men)
10. Doin' Just Fine
11. 4 Seasons of Loneliness
12. A Song for Mama
13. Pass You By

## Liste des titres (édition Deluxe)
CD 1 - Album original
1. "Motownphilly"
2. "It's So Hard to Say Goodbye to Yesterday"
3. "End of the Road"
4. "In the Still of the Night (I'll Remember)"
5. "Hey Lover" (LL Cool J featuring Boyz II Men)
6. I'll Make Love to You
7. "On Bended Knee"
8. "Water Runs Dry"
9. "One Sweet Day" (Mariah Carey & Boyz II Men))
10. "Doin' Just Fine"
11. "4 Seasons of Loneliness"
12. "A Song for Mama
13. "Pass You By"
14. "Please Don't Go" (Bonus Track)
15. "Uhh Ahh" (Bonus Track)
16. "Thank You" (Bonus Track)
17. "U Know" (Bonus Track)
18. "Brokenhearted" (Soul Power mix, with Brandy) (Bonus Track)

CD 2 - Remixes, Films et autres
1. "Motownphilly" (12" version)
2. "Sympin'" (Extended Remix)
3. "Uhh Ahh" (The Sequel Mix)
4. "Thank You" (Moog Flava Mix)
5. I'll Make Love to You (Make Love to You Mix)
6. "On Bended Knee" (Human Rhythm Mix)
7. "Water Runs Dry" (Strat Mix)
8. "U Know" (Dallas Austin Remix)
9. "Vibin'" (Cool Summer Mellow Mix)
10. "I Remember" (Extended Version)
11. "Doin' Just Fine" (Soul Solution Radio Version)
12. "Can't Let Her Go" (Timbaland Remix)
13. "Visions Of A Sunset" (Shawn Stockman solo)
14. "Your Home Is In My Heart" (Stella's Love Theme, with Chante Moore)
15. "I Will Get There" (Inspirational Version)
16. "Not Me"
17. "So Amazing"
18. "It's So Hard to Say Goodbye to Yesterday" (Radio Version)

## Certifications
| Pays              | Certification |
| ----------------- | ------------- |
| États-Unis (RIAA) | Or            |
| Royaume-Uni (BPI) | 2 × Platine   |